# Абаза (рід)
Абаза — російський дворянський рід молдавського походження. Засновник роду Абазів — Ілля Андрійович Абаза, онук Абази Мехмеда-паші — (1655—1727), молдавський боярин і ворник Бутушайський. Ілля Андрійович отримав російське підданство в першій половині XVIII століття.

## Опис герба
Посередині золотого поля зображена голова зубра чорного кольору, проколена між очима мечем — від правого кута до лівого.
Щит увінчаний шляхетним шоломом і короною. Нашоломник: закута в лати рука, що тримає меча. Намет на щиті золотий на тлі чорного. Герб Абаза внесений до «Загального гербовника дворянських родів Всеросійської імперії», частина 15, стор. 109.

## Родовід (фрагмент)
Абаза-паша (1576—1634)
- Абаза (Абазін) Андрій Мехмедович (1634—1703) 
  - Абаза Ілля Андрійович  (1655—1727) — засновник російського шляхетного роду Абазів. 
    - Абаза Лупул Ілліч  (1691—1786?)
      - Абаза Антон Лук'янович  (1720?—1757?) — капітан Старого Молдавського гусарського полку. Загинув під час Прусської війни.
        - Абаза Григорій Антонович  (1745—?)
          - Абаза Василь Григорович  (1787—?)
            - Абаза Іван Васильович  (1817—?)
              - Абаза Віктор Іванович (1864—1931) — полковник, герой Першої світової війни.

    - Абаза Євстратій Ілліч  (між 1706 і 1711—1786)
      - Абаза Іван Євстратійович  (1734 —1794?)
        - Абаза Степан Іванович  (1762?—1812)
          - Абаза Андрій Степанович  (1797—?)
            - Абаза Веніамін Андрійович  (1837—1915)
              - Абаза Віктор Веніамінович (1873—1954) — музикант, грав на балалайці, автор романсів.

      - Абаза Андрій Євстратійович (1736 — 1815?). Одружений із Марією Василівною (уроджена Савич).1786 року Андрія Євстратійовича внесено до Дворянської родовідної книги Слобідсько-Української (Харківської) губернії[1].
        - Абаза Максим Андрійович  (1789—?)
          - Абаза Аркадій Максимович (1845—1915) — російський і український піаніст, композитор, педагог.

        - Абаза Афанасій Андрійович (1794—1892)
          - Абаза Віктор Афанасійович (1831—1898) — генерал-майор, упорядник «Історії Росії для учнів» (1885) та «Історії Росії для народу» (1886).

    - Абаза Іон Ілліч  (1695—1742?)
      - Абаза Костянтин Іванович (1732—1795)
        - Абаза Никандр Костянтинович  (1768—?)
          - Абаза Платон Никандрович (1798—1862) — український практик сільського господарства та знавець вівчарства.
          - Абаза Аполлон Никандрович  (1803—?)
            - Абаза Микола Аполлонович  (1827—1903?)
              - Абаза Володимир Миколайович (1873—1931) — підполковник Армії Української Народної Республіки.

        - Абаза Дмитро Костянтинович  (1767—1838)
          - Абаза Костянтин Дмитрович  (1804—?)
            - Абаза Костянтин Костянтинович (1841—1905) — український і російський військовий історик, письменник і педагог
            - Абаза Василь Костянтинович (1845—1911) — член Київської судової палати.

    - Абаза Микола Ілліч  (1712—1786)
      - Абаза Василь Миколайович  (1760—1834?)
        - Абаза Сава Васильович  (1800—1854) — підпоручник 46-го єгерського полку.
          - Абаза Микола Савович (1837—1901) — український та російський державний діяч.

        - Абаза Аггей Васильович  (1783—1852) — Парасковія Логгиновна, урождена Манзей (1801—1837)
          - Парасковія Аггеївна (1817—1883) — дружина Олексія Львова (скрипаль, композитор, диригент Російської імперії).
          - Марія Аггеївна (1834—1903) —  дружина Миколи Мілютина (державний діяч Російської імперії)
          - Абаза Олександр Аггейович (1821—1895) —  державний, культурний, громадський і політичний діяч ліберально-демократичного спрямування Російської імперії. Одружений із Абаза Юлією Федорівною (уроджена Штуббе, 1830―1915) ― співачка (меццо-сопрано), музикант, громадська діячка.
          - Абаза Ераст Аггейович (1819—1855) — майор Житомирського єгерського полку, музикант, увійшов в історію як автор романсу на вірші Івана Тургенєва «Утро туманное».
          - Абаза Михайло Аггейович  (1825—1859)
            - Абаза Олексій Михайлович (1853—1915) — контр-адмирал, державний діяч Російської імперії.

        - Абаза Михайло Васильович  (1799—1852)
          - Абаза Олександр Михайлович (1826—1889) — дійсний статський радник.
            - Абаза Олександр Олександрович (1881—1965)
              - Абаза Борис Олександрович (1908—?)
                - Абаза Олександр Борисович (1934—2011) — радянський і російський фотограф, фотожурналіст, фотохудожник.